# Ambassidae
La famiglia Ambassidae comprende 41 specie di pesci d'acqua dolce e salata conosciuti comunemente come pesci di vetro, appartenenti all'ordine Perciformes.

## Distribuzione e habitat
Le specie di questa famiglia sono originarie della acque sud asiatiche e dell'Oceania e dell'Indo-Pacifico occidentale.
Questi pesci sono marini, in genere strettamente costieri ed eurialini, tanto che sono assai più comuni nelle acque salmastre e dolci che in mare.

## Descrizione
Sono relativamente simili ai Centropomidae ed ai Latidae ma non hanno la caratteristica sagoma della testa ed hanno dimensioni consistentemente più piccole.
La pinna dorsale è unica, suddivisa tra una parte spinosa, con 7 o 8 raggi ed una molle, con 7 - 11 raggi, la pinna anale ha 3 raggi spinosi. La pinna caudale ha il bodo forcuto.
La colorazione è varia ma molte specie, come la comune Parambassis ranga sono quasi completamente trasparenti.
Alcuni pesci di questa famiglia raggiungono una lunghezza di 25 cm, ma le dimensioni in media sono molto più modeste, non superiori ai 10 cm.

## Tassonomia
La famiglia era ed è conosciuta principalmente come Chandidae,. Tuttavia uno dei più autorevoli siti sulla tassonomia dei pesci, Fishbase.com, ha recentemente notato come il nome Ambassidae (Klunzinger, 1870), per le regole di priorità, sia quello valido e quindi da preferirsi a Chandidae (Fowler, 1905) fonte, in inglese.
Questa famiglia è stata solo di recente scorporata dai Centropomidae.

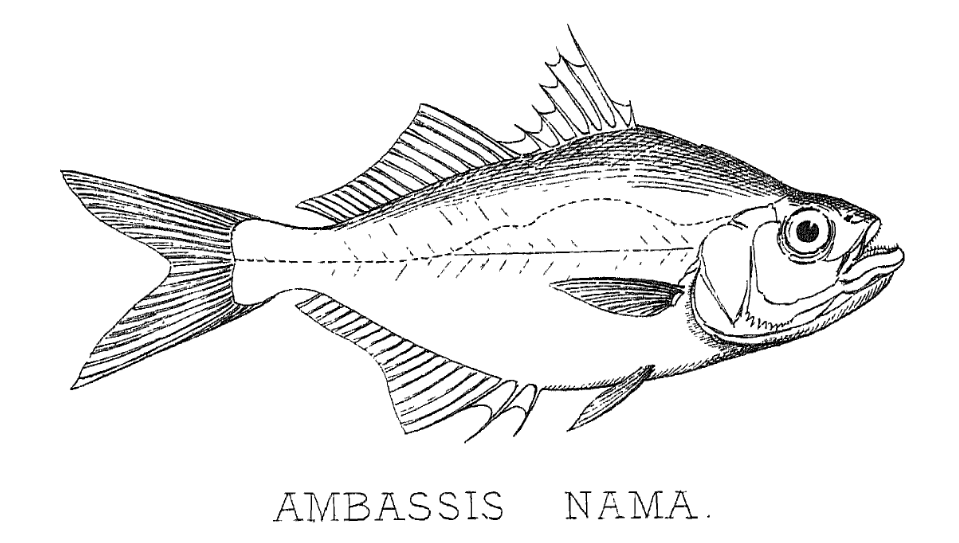
Chanda nama

### Specie
- Genere Ambassis
  - Ambassis muelleri
  - Ambassis nalua
  - Ambassis natalensis
  - Ambassis productus
  - Ambassis urotaenia
  - Ambassis vachellii
  - Ambassis agassizii
  - Ambassis agrammus
  - Ambassis ambassis
  - Ambassis buruensis
  - Ambassis buton
  - Ambassis dussumieri
  - Ambassis elongatus
  - Ambassis fontoynonti
  - Ambassis gymnocephalus
  - Ambassis interrupta
  - Ambassis jacksoniensis
  - Ambassis kopsii
  - Ambassis macleayi
  - Ambassis macracanthus
  - Ambassis marianus
  - Ambassis miops
- Genere Chanda
  - Chanda nama
- Genere Denariusa
  - Denariusa australis
  - Denariusa bandata
- Genere Gymnochanda
  - Gymnochanda filamentosa
  - Gymnochanda flamea
  - Gymnochanda limi
- Genere Paradoxodacna
  - Paradoxodacna piratica
- Genere Parambassis
  - Parambassis altipinnis
- Genere Parambassis
  - Parambassis apogonoides
  - Parambassis confinis
  - Parambassis dayi
  - Parambassis gulliveri
  - Parambassis lala
  - Parambassis macrolepis
  - Parambassis pulcinella
  - Parambassis ranga
  - Parambassis siamensis
  - Parambassis tenasserimensis
  - Parambassis thomasi
  - Parambassis vollmeri
  - Parambassis wolffii
- Genere Pseudambassis
  - Pseudambassis alleni
  - Pseudambassis baculis
  - Pseudambassis roberti
- Genere Tetracentrum
  - Tetracentrum apogonoides
  - Tetracentrum caudovittatus
  - Tetracentrum honessi Lista di specie da Fishbase, su fishbase.us. URL consultato il 30/03/2024.

## Acquariofilia
La specie Parambassis ranga è spesso allevato in acquario dove si adatta molto bene, soprattutto se tenuto in acque leggermente salmastre.

### Iniezioni coloranti
Il pesce di vetro indiano, Parambassis (Chanda) ranga è spesso venduto con sgargianti strisce fosforescenti tra i muscoli trasparenti. I colori sono diversi (giallo, verde, rosso, arancione, viola, rosa) ma frutto di sofferenze per questi pesci, catturati nei fiumi della Thailandia e sottoposti ad iniezioni di colorante. La colorazione, oltre ad essere dolorosa, indebolisce il pesce e aumenta il pericolo di infezioni, rendendolo un pesce di grande attrattiva per i bambini ma con poche speranze di vita.

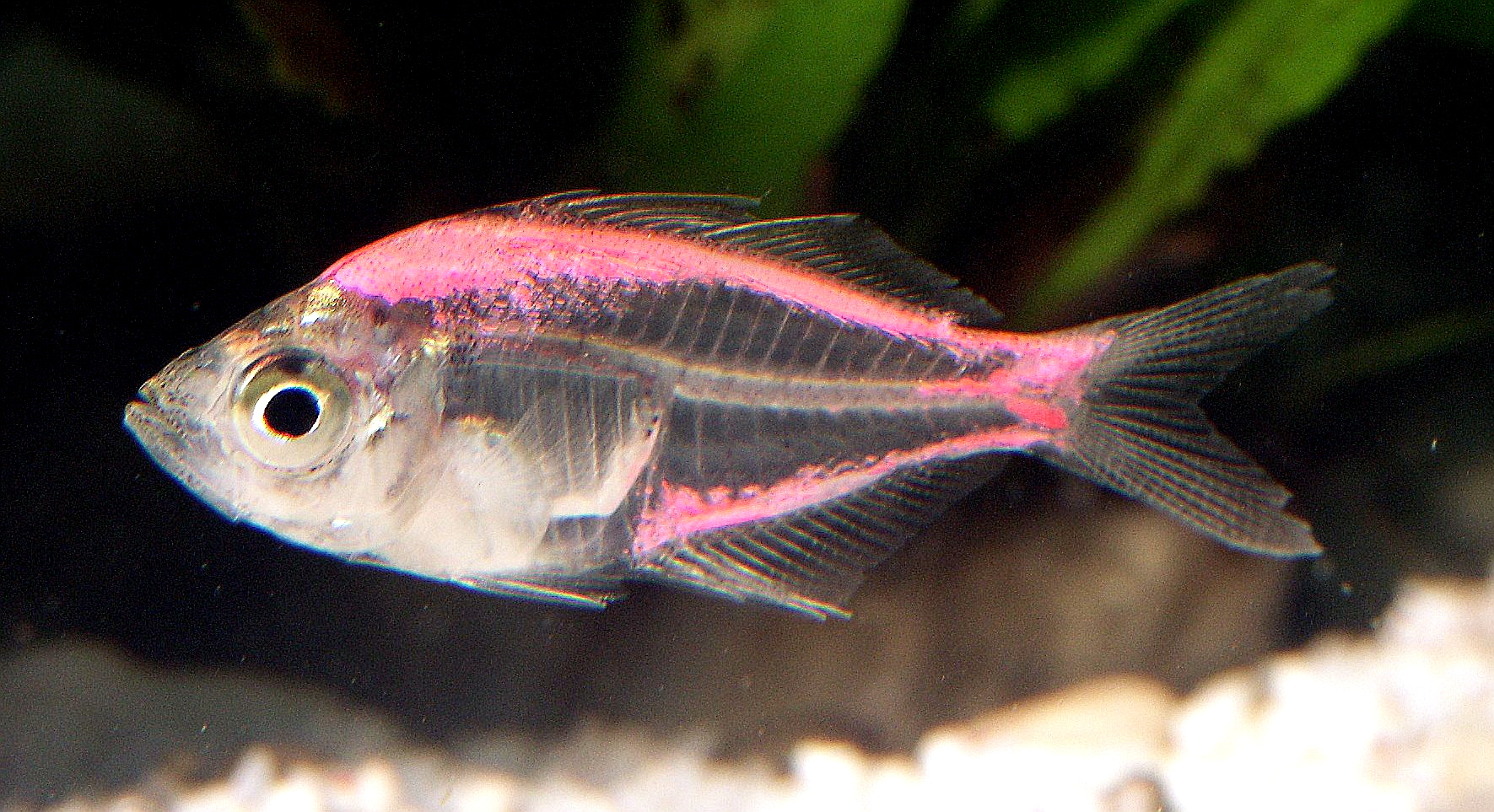
Parambassis ranga, pesce di vetro indiano colorato con iniezioni di colorante fosforescente

Nell'ultimo decennio molti acquariofili, animalisti e biologi si sono opposti a questa pratica inutile, cominciata nel 1997 con la richiesta ai governi europei di vietare l'importazione di Parambassis colorati. Oggi alcuni stati europei hanno inserito questa specie nella lista di animali di cui è vietata l'importazione, mentre altri l'ammettono solo se non colorato.